# Johan Rühl
Johan Hendrik Willem Rühl (* 9. Mai 1885 in Amsterdam; † 4. Dezember 1972 in Hilversum) war ein niederländischer Wasserballspieler.

## Karriere
Rühl nahm an den Olympischen Spielen 1908 in London teil. Hier erreichte er mit der niederländischen Nationalmannschaft den vierten Rang.